# Лінкольн (Монтана)
Лінкольн (англ. Lincoln) — переписна місцевість (CDP) в США, в окрузі Льюїс-енд-Кларк штату Монтана. Населення — 998 осіб (2020).

## Географія
Лінкольн розташований за координатами 46°57′11″ пн. ш. 112°40′18″ зх. д. / 46.95306° пн. ш. 112.67167° зх. д. (46.952981, -112.671528).  За даними Бюро перепису населення США в 2010 році переписна місцевість мала площу 46,79 км², з яких 45,44 км² — суходіл та 1,35 км² — водойми.

### Клімат
| Клімат : Лінкольн               | Клімат : Лінкольн | Клімат : Лінкольн | Клімат : Лінкольн | Клімат : Лінкольн | Клімат : Лінкольн | Клімат : Лінкольн | Клімат : Лінкольн | Клімат : Лінкольн | Клімат : Лінкольн | Клімат : Лінкольн | Клімат : Лінкольн | Клімат : Лінкольн | Клімат : Лінкольн |
| Показник                        | Січ.              | Лют.              | Бер.              | Квіт.             | Трав.             | Черв.             | Лип.              | Серп.             | Вер.              | Жовт.             | Лист.             | Груд.             | Рік               |
| Абсолютний максимум, °C         | 14,4              | 21,1              | 27,2              | 32,2              | 35,6              | 37,8              | 39,4              | 38,9              | 36,7              | 28,9              | 20,0              | 12,8              | 39,4              |
| Середній максимум, °C           | 0,6               | 2,8               | 7,2               | 12,8              | 17,8              | 21,7              | 27,2              | 26,7              | 20,6              | 13,3              | 3,9               | −0,6              | 12,9              |
| Середній мінімум, °C            | −12,2             | −9,4              | −7,2              | −3,3              | 0,6               | 3,9               | 5,6               | 4,4               | 0,0               | −2,8              | −7,2              | −11,1             | −3,2              |
| Абсолютний мінімум, °C          | −44,4             | −42,2             | −40               | −22,2             | −13,3             | −7,2              | −4,4              | −9,4              | −17,8             | −28,9             | −47,2             | −48,3             | −48,3             |
| Норма опадів, мм                | 48                | 34                | 31                | 34                | 55                | 57                | 29                | 34                | 31                | 31                | 37                | 44                | 469               |
| ------------------------------- | ----------------- | ----------------- | ----------------- | ----------------- | ----------------- | ----------------- | ----------------- | ----------------- | ----------------- | ----------------- | ----------------- | ----------------- | ----------------- |
| Джерело: Lincoln Ranger Station |                   |                   |                   |                   |                   |                   |                   |                   |                   |                   |                   |                   |                   |

## Демографія
Згідно з переписом 2010 року, у переписній місцевості мешкало 1013 осіб у 507 домогосподарствах у складі 296 родин. Густота населення становила 22 особи/км².  Було 846 помешкань (18/км²).
Расовий склад населення:
| - 95,5 % — білих - 2,2 % — корінних американців - 0,2 % — азіатів - 0,1 % — вихідців з тихоокеанських островів |

До двох чи більше рас належало 1,9 %. Частка іспаномовних становила 1,5 % від усіх жителів.
За віковим діапазоном населення розподілялося таким чином: 16,3 % — особи молодші 18 років, 60,9 % — особи у віці 18—64 років, 22,8 % — особи у віці 65 років та старші. Медіана віку мешканця становила 52,5 року. На 100 осіб жіночої статі у переписній місцевості припадало 108,4 чоловіків;  на 100 жінок у віці від 18 років та старших — 107,3 чоловіків також старших 18 років.
Середній дохід на одне домашнє господарство  становив 39 342 долари США (медіана — 27 311), а середній дохід на одну сім'ю — 44 394 долари (медіана — 39 167). Медіана доходів становила 35 815 доларів для чоловіків та 23 194 долари для жінок. За межею бідності перебувало 23,4 % осіб, у тому числі 56,7 % дітей у віці до 18 років та 11,4 % осіб у віці 65 років та старших.
Цивільне працевлаштоване населення становило 367 осіб. Основні галузі зайнятості: мистецтво, розваги та відпочинок — 23,4 %, роздрібна торгівля — 18,3 %, освіта, охорона здоров'я та соціальна допомога — 17,2 %.